# Еволюційні обмеження
Еволюційні обмеження — це фактори, що роблять популяцію стійкою до еволюційних змін. Одне із запропонованих визначень обмежень є: «властивість ознаки, яка діє, щоб встановити обмеження на виробництво нових фенотипових варіантів, хоча і може бути адаптивною в середовищі, в якому вона спочатку розвивалась.»

## Види обмежень
Будь-який аспект організму, який не змінювався протягом певного періоду часу, може вважатися доказом "обмеження" деякого роду. Обмеження, що виникають у філогенетичній лінії організмів, часто називають філогенетичною інерцією або філогенетичним обмеженням. Це стосується тенденції, пов'язаної зі спорідненістю характеристик таксонів на основі філогенії. Чарльз Дарвін говорив про цю концепцію у своїй книзі «Про походження видів» (1859), як про «єдність типу» й продовжував пояснювати це тим, що організми не створюються з нуля, а мають характеристики, які вже існують і успадковані від своїх предків; ці характеристики, ймовірно, обмежують еволюцію, що спостерігається в нових таксонах. 
Якщо поглянути на особливості організмів, які не змінювалися протягом досить тривалих періодів (багато поколінь), то це може вказувати на певні обмеження в їх здатності змінюватися чи розвиватися. Однак незрозуміло, чи є ця інформація про відсутність змін певних характеристик доказом обмеження в тому сенсі, що істота не змінюється. Наприклад, довгостроковий стабілізувальний добір, пов'язаний зі стабільним середовищем, може викликати стазис. Часто вважалося більш плідним, вважати обмеження в його каузальному сенсі: які причини відсутності змін?

### Стабілізувальний добір
Стабілізувальний добір підтримує норму реакції популяції або виду, що раніше склалася, захищає і стабілізує їхній нормальний тип розвитку. За стабілізувального добору організми, ознаки яких близькі до середнього значення для даної популяції, мають більшу пристосованість до умов середовища, ніж особини з крайнім виявленням ознаки. Тому під дією стабілізувального добору елімінуються всі крайні варіанти, що виникають внаслідок мутацій, рекомбінації тощо. Стабілізувальний добір звужує межі мінливості, є консервативним фактором, який захищає середньостатистичну частину популяції від будь-якої пошкоджувальної дії й зберігає її стабільність протягом тривалого часу (за незмінних умов середовища), забезпечуючи тим самим стійкість живої природи. Стабілізувальний добір підтримує поліморфну структуру популяції або виду. Але при цьому, попри відносну стабільність фенотипу під дією стабілізувального добору, генофонд виду продовжує змінюватися внаслідок накопичення мутацій, прояв яких у фенотипі взаємно нейтралізується, а також шляхом накопичення в гетерозиготному стані рецесивних мутацій.[джерело?]
Стабілізувальний добір необхідний для того, щоб забезпечити нормальне функціонування організмів у певному середовищі. Найбільш поширеним поясненням біологічних обмежень є те, що стабілізувальний добір діє на організм, наприклад, щоб запобігти його змінам, щоб він міг продовжувати функціонувати в певній ніші. Це можна вважати як форму зовнішнього обмеження, в тому сенсі, що обмеження накладаються не його структурою або генетикою, а навколишнім середовищем. Звідси якщо популяція опинилася б в новому середовищі, то її обмежений добором можливості могли б почати знову розширюватися.

### Функціональні зв'язки та фізико-хімічні обмеження
Якщо стабілізувальний добір діє в певній ніші, яку займають організми, механічні та фізико-хімічні обмеження діють будь-де. Наприклад, прискорення, викликане гравітацією, обмежує мінімальну щільність кістки тварини конкретного розміру. Аналогічно, властивості води призводять до того, що тканини повинні мати певні осмотичні властивості, щоб нормально функціонувати.
Функціональні зв'язки в організмах забезпечуються інтегрованими мережами функціональних взаємодій (наприклад, хребет у хребетних бере участь у підтримці м'язової, нервової та судинної систем, а також забезпечує загальну опору організму та його гнучкість) і тому не можуть бути радикально змінені, не викликаючи серйозних порушень. Як зазначив Руперт Рідл, цей ступінь функціонального обмеження — або тягар — зазвичай змінюється залежно від положення в організмі. Структури, що знаходяться буквально в центрі організму, такі як хребет, часто є більш обтяженими, ніж ті, що знаходяться на периферії, зокрема волосся або пальці.[джерело?]

### Зниження генетичної мінливості та інтеграція розвитку
Цей клас обмежень залежить від певних типів фенотипу, які не кодуються генотипом (порівняйте зі стабілізувальним добором, де немає обмежень на те, що утворюється, а лише на те, що саме добирається). Наприклад, для строго гомозиготного організму ступінь спостережуваної фенотипової мінливості в його нащадків буде нижчою, ніж у гетерозиготного. Подібним чином, системи розвитку можуть бути високо каналізовані, щоб запобігти генеруванню певних типів варіацій. Значна частина мінливості в фенотипів популяції спричинена відмінністю між генотипами її особин. Синтетична теорія еволюції визначає еволюцію як зміну цієї спадкової мінливості. Частота алелю в генофонді коливається, в результаті чого цей алель стає більш або менш поширеним, у порівнянні з іншими формами цього гену. Еволюційні сили діють таким чином, що змінюють частоту алелів. Мінливість зникає тоді, коли частота алелю досягає стаціонарного стану — алель або зовсім зникає з генофонду, або повністю замінює інші алелі цього гену.[джерело?]

## Відносини класів обмежень
Незважаючи на те, що типи обмежень є окремими категоріями, однак вони можуть бути поєднані. Зокрема, стабілізуючий добір, механічні та фізичні обмеження можуть з часом привести до інтеграції та каналізації розвитку. Проте без чіткого уявлення про будь-який з цих механізмів, виведення їх з простих статистичних закономірностей, виведених з філогенетичних закономірностей або викопної флори й фауни, залишається проблематичним.  Крім того, термінологія, що використовується для опису обмежень, призвела до плутанини.